# 렌윅 미술관

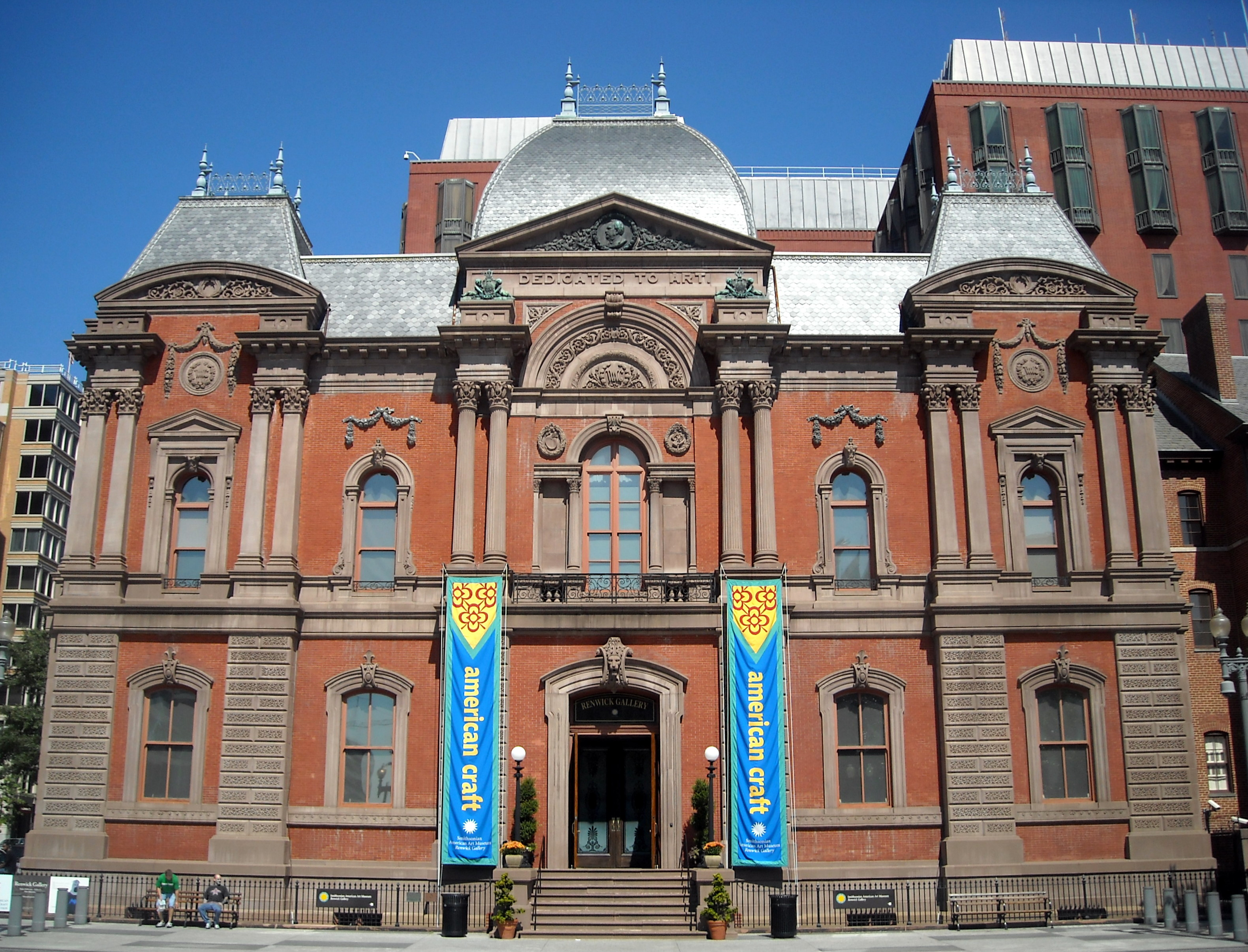
렌윅 미술관

렌윅 미술관(영어: Renwick Gallery)은 미국 워싱턴 D.C.에 있는 미술관으로, 스미스소니언 미술관의 산하기관이다.